# Multicopieur
Pour les articles homonymes, voir Copieur et Multicopieur (homonymie).
Ne doit pas être confondu avec Photocopieur ou Duplicopieur.

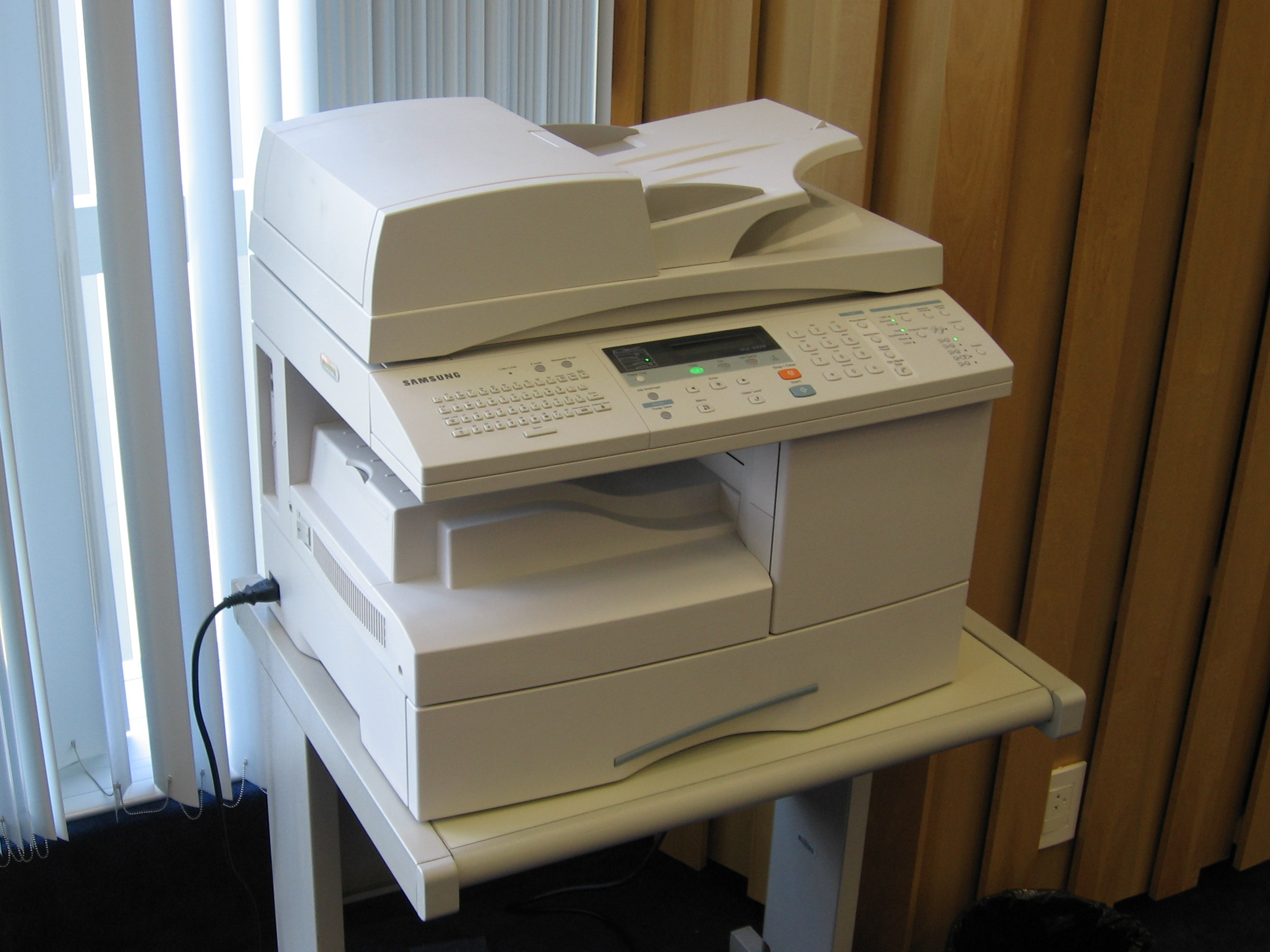
Un copieur multifonction de marque Samsung.

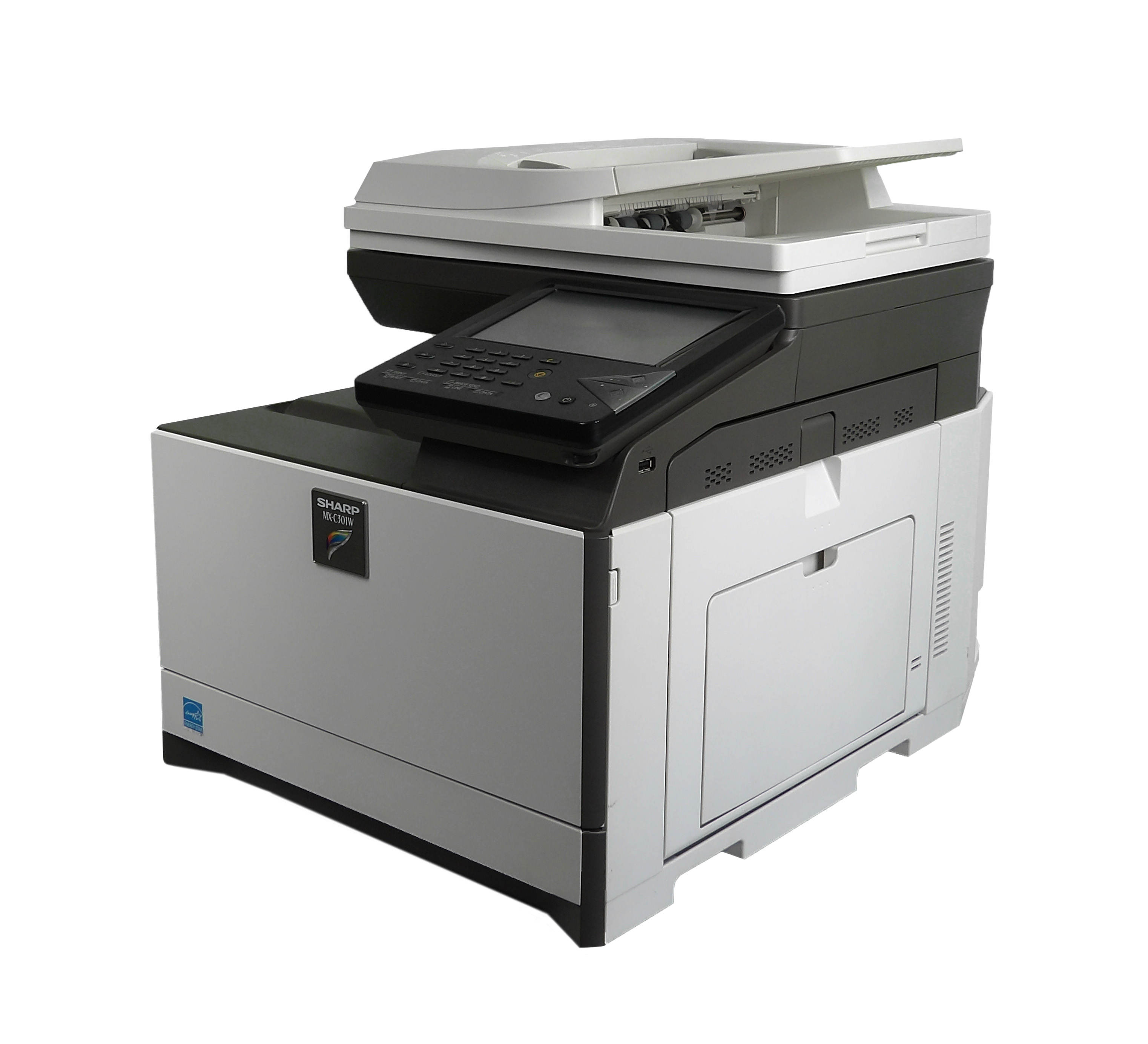
Un copieur multifonction plus récent de marque - Sharp-MXC301W

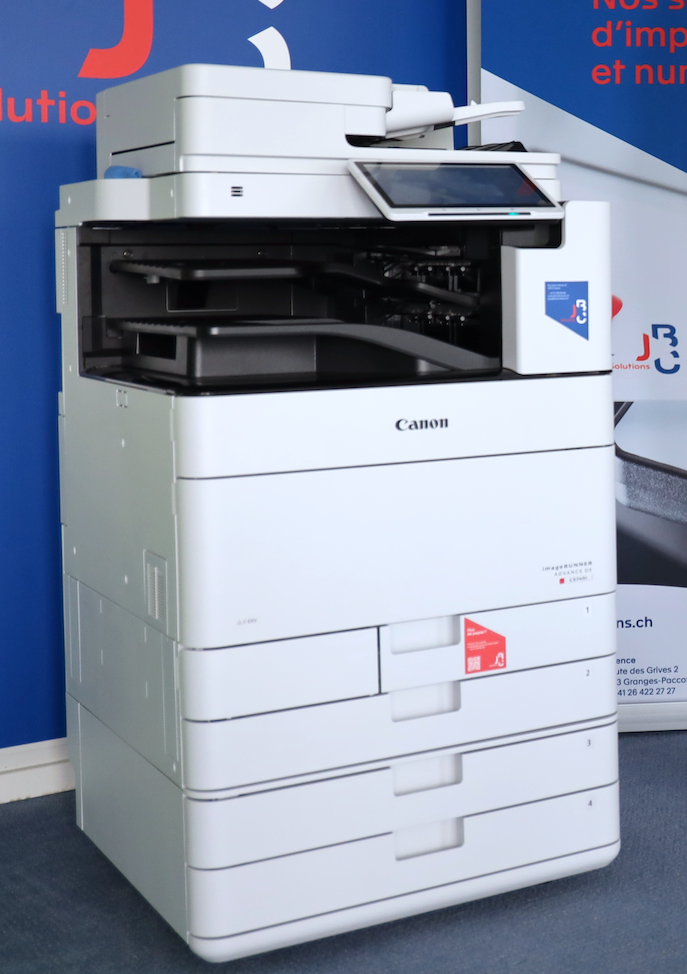
Photocopieur multifonctions A4-A3 de dernière génération Canon (2020) permettant de photocopier, imprimer et scanner des documents.

En bureautique, un multicopieur,,, ou copieur multifonction,, souvent abrégé en « copieur », est un périphérique multifonction ou tout-en-un qui désigne tout appareil de reprographie qui regroupe au moins deux des fonctions suivantes :
- Impression
- Numérisation
- Copie
- Télécopie

Au sein des entreprises, on distingue ces appareils multifonctions (MFD pour Multi-Functional Device en anglais) entre le photocopieur multifonctions à un usage collectif appelé aussi MFC (pour Multiple Function Copier en anglais) de l’imprimante multifonctions personnel ou MFP (abréviation anglaise de Multiple Function Printer or Product.)
Une fonctionnalité intéressante de ces périphériques multifonctions (aussi abrégé MFP de l'anglais Multiple Function Peripheral) est la possibilité de numériser un document et d'envoyer le résultat directement par courrier électronique (souvent au format de fichier PDF.) Dans ce cas on parle parfois de mopieur,, (terme francisé de mopier, contraction de mailer ou de multiple et de copier en anglais.)

## Convergence entre imprimante et photocopieur multifonctions
Un rapprochement s’opère depuis ces dernières années entre le copieur multifonctions, dérivé en grande partie de l’évolution du photocopieur numérique, de l'imprimante multifonctions, qui descend directement de la proximité d'emplacement entre imprimante et scanner rencontré généralement sur le bureau des utilisateurs. En effet, ces appareils proposent les mêmes fonctions de bases (impression, numérisation, photocopie et télécopie.)

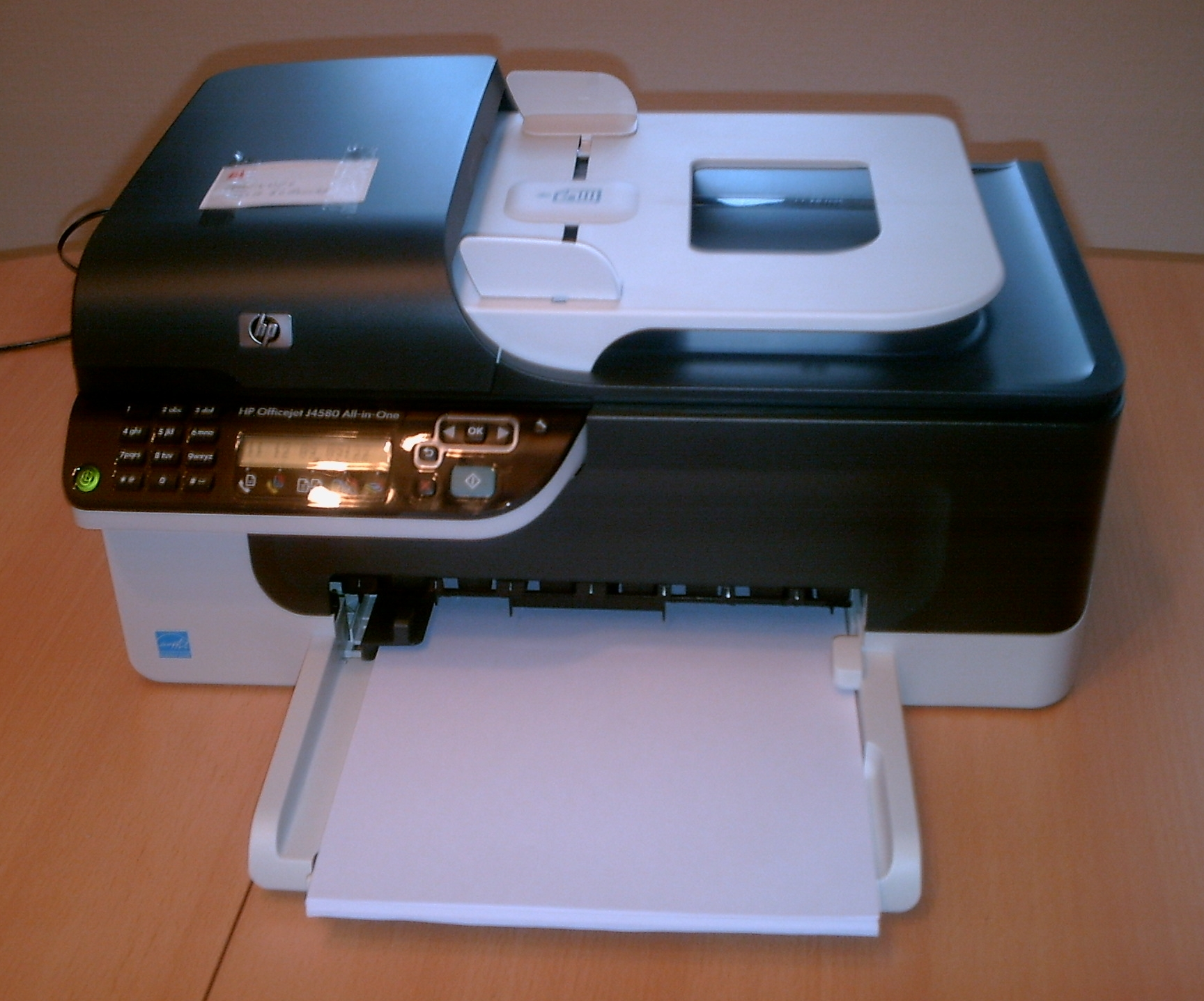
Imprimante multifonctions

L'imprimante multifonctions est un appareil de petite taille que l'on peut placer sur un bureau à proximité de l'utilisateur. À cause de ces dimensions réduites aux maximums, ce multicopieur peut rarement imprimer sur un format de papier supérieur au A4 ou au LTR. Il est en contrepartie plus pratique en raison de sa disponibilité supérieur au photocopieur multifonctions. Ce dernier étant beaucoup plus volumineux, il sera en général placé dans un couloir ou une pièce destinée à la reprographie et utilisé par plusieurs personnes.
La taille importante du photocopieur multifonctions permet un volume et une vitesse d'impression plus importante que celui de l'imprimante. Ces grandes dimensions permettent aussi de lui ajouter de nombreuses fonctions électromécaniques, comme un module de finition qui peut relier les documents, les agrafer ou encore les plier et réaliser de véritable brochure. Le photocopieur multifonctions est plus robuste mais il est aussi plus bruyant.
Malgré la convergence, l'imprimante et le photocopieur multifonctions sont donc deux appareils qui restent totalement complémentaires.

## Segmentation du marché
Le marché du copieur multifonctions se divise actuellement en quatre catégories: les copieurs multifonctions destinés à un usage domestique, individuel, bureautique ou graphique.

### Multicopieur domestique et imprimante multifonctions

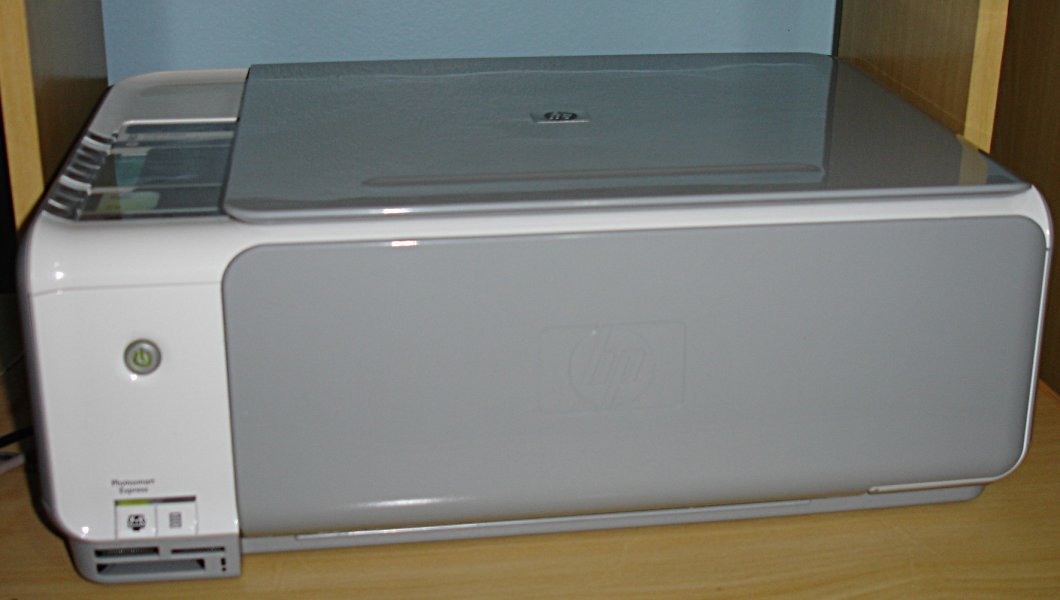
L'imprimante photo multifonctions Photosmart C3180 de marque Hewlett-Packard est un exemple de multicopieur domestique.

Le multicopieur domestique ou AIO (pour All-In-One en anglais) est un petit appareil de production bureautique destiné aux particuliers.
Cet appareil se concentre essentiellement sur les fonctions d'impression et de numérisation et il est souvent livré avec une suite d'outils et de logiciels permettant de répondre aux attentes des particuliers. Il sera toujours équipé des fonctions d'impression, de numérisation et de photocopie. Cette dernière fonction étant limitée sur l'appareil à la simple copie de document avec très peu d'options de mise en page. L'indépendance de ce multicopieur vis-à-vis de l'ordinateur hôte est réduite au minimum et les capacités de traitement de l'information en volume ainsi que les possibilités de télécopie sont souvent inexistantes.
L'appareil peut être livré avec de nombreux logiciels comme c'est aussi le cas pour certains scanners ou imprimantes personnels séparés. On peut retrouver des applications pour  retoucher et gérer ces photos, contrôler et lancer des photocopies, créer et graver des bibliothèques multimédia (Roxio Creator ou Nero Burning ROM) ou encore effectuer une reconnaissance optique de caractères basique (PaperPort).
Le multicopieur AIO peut aussi proposer des outils évolués toujours destinés aux besoins domestiques et personnels qui ne se trouvent pas dans des appareils plus volumineux. Un lecteur de carte mémoire, une connexion directe aux appareils photo numériques (technologie PictBridge) un plateau pour sérigraphier des disques optiques (système LightScribe, DiscT@2 ou encore LabelFlash) peuvent être directement intégrés à l'appareil.
Les éléments essentiels au fonctionnement de la plupart des multicopieurs AIO sont basées sur des technologies de numérisation et d'impression (jet d'encre ou laser) destinées à un usage domestique. Ils peuvent intégrer des procédés noir et blanc ou couleurs.
La connexion avec des ordinateurs s'effectue en général avec des liaisons USB. Depuis 2013, on peut trouver des multicopieurs domestiques avec une connexion Ethernet filaire ou Wi-Fi pour un coût raisonnable.

### Multicopieur individuel et copieur SOHO
Le multicopieur individuel ou multicopieur SOHO est une petite unité autonome, conçu pour une utilisation bureautique et connecté le plus souvent à un réseau de type PAN.
En général, un MFP SOHO aura une base d'impression, de copie, de numérisation, de connectique réseau (LAN et PAN) et la possibilité d'adjoindre une option de télécopie. Mais les modèles de fin de gamme, peuvent comprendre un système simplifié de stockage des documents, des options de finitions, des fonctions d'authentification de base et ainsi de suite. Toutes ces caractéristiques complexifient la différenciation entre les différents modèles de multicopieur individuel et les différents modèles de multicopieurs bureautiques en extrémité de leurs gammes respectives.
Les copieurs SOHO multifonctions sont généralement connectés en réseau, mais ils peuvent également être reliés via l'USB. La connexion depuis un Port parallèle tente à disparaître. Ces multicopieurs individuels comportent en standard des fonctionnalités de production de documents évoluées telles que le décalage, le tri, le classement, le recto-verso, le mode brochure. L'agrafage, la perforation et les formats de papiers supérieurs au LTR sont plus rares sur ce type de produit individuel.
Par différenciation avec un produit domestique tout-en-un, un MFP SOHO est plus susceptible d'avoir un chargeur automatique de documents, une plus grande capacité de stockage en entrée et en sortie, un volume d'impression et de numérisation possible plus important, ainsi qu'une vitesse plus élevée. Il a donc un meilleur rapport entre la production et la performance. La plupart des multicopieurs individuels tirent profit de leur histoire avec l'entrée de gamme de leurs prédécesseurs que sont les photocopieurs. Leur moteur d'impression est donc basé sur le même type de technologie.

### Multicopieur bureautique et photocopieur ou duplicopieur multifonctions

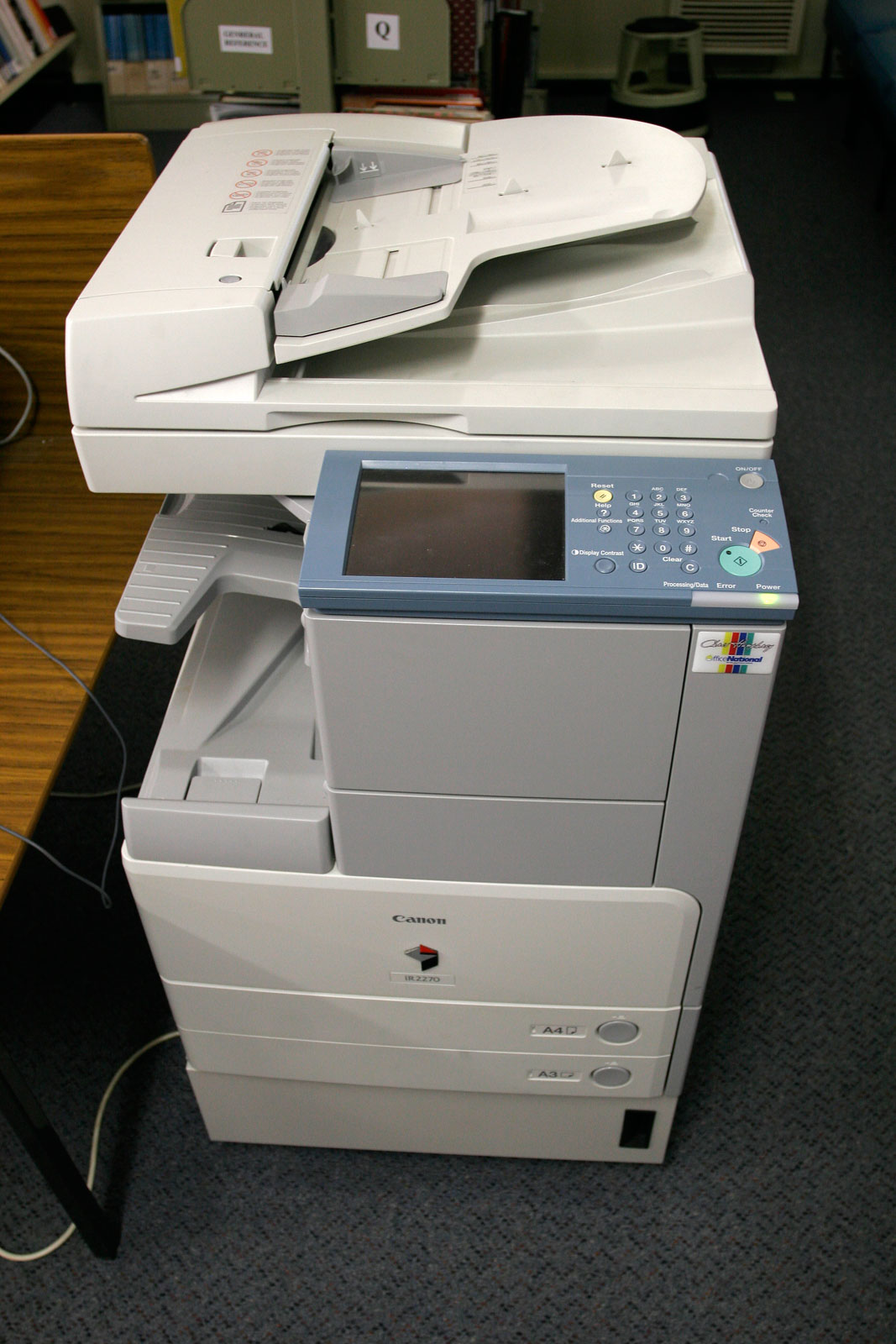
Un multicopieur bureautique noir et blanc IR2270 de marque Canon.

On reconnaît un multicopieur bureautique au fait qu'il sera systématiquement auto-porté par son meuble de rangement ou par son unité d'alimentation papier. Cette configuration a pour effet de présenter le pupitre de l'appareil à la hauteur d'un homme en position debout afin qu'il soit intégré plus facilement au centre d'un bureau, à la disposition de ses utilisateurs.
Cet appareil est généralement plus riche en fonctionnalités qu'un multicopieur individuel. De base, il comprend l'impression, la copie, la numérisation avec des fonctions optionnelles comme: le fax, le stockage de documents en réseau, la sécurisation des publications (impression et numérisation), l'authentification en utilisant les informations d'identification de l'utilisateur réseau, la capacité d'exécuter des logiciels personnalisés (souvent un fabricant fournira un kit de développement logiciel), l'envoi des documents numérisés à l'aide de protocoles normalisés ou standards telles que FTP, WebDAV, SMTP, POP, SMB et NFS ainsi que le chiffrement pour la transmission et le stockage des données.

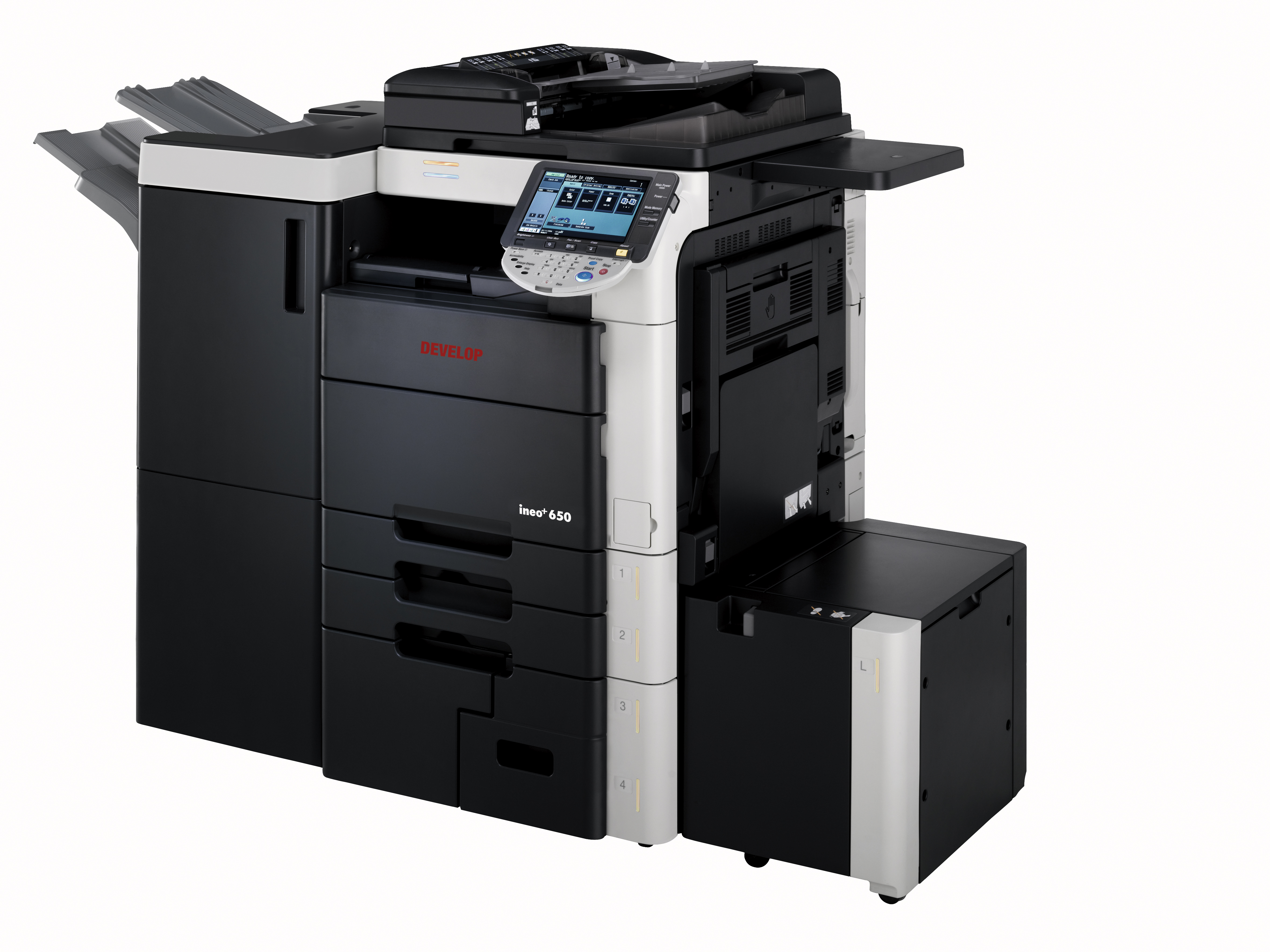
Un multicopieur bureautique couleur Ineo+ 650 de marque Develop avec son module de finition au sol.

Le photocopieur multifonctions propose une panoplie de finitions avancées, limités toutefois à un usage bureautique comme: l'impression recto verso, l'agrafage double ou en coin, la perforation, le pliage, la piqûre à cheval, le mode livret.
Ce type de multicopieur est presque toujours en réseau, mais certains modèles possèdent malgré tout un port USB (rarement utilisé) voir une connexion parallèle ou série pour des modèles plus anciens. La plupart des imprimantes multifonctions bureautiques tirent leur histoire des photocopieurs milieu de gamme (couleur ou noir et blanc), ainsi le moteur d'impression est donc basé sur ce type de technologie. Cependant, Hewlett-Packard a récemment introduit deux multicopieurs bureautiques basés sur une technologie jet d'encre à tête fixe.

## Principe de fonctionnement
Cet appareil regroupe en réalité plusieurs périphériques au sein même d'une unique machine. En plus de proposer diverses fonctions, pour être considéré comme un multicopieur, il doit faire preuve d'un minimum d'autonomie. Pour cela, les différents périphériques (imprimante et scanner) qui le constituent, sont commandés par un système embarqué. Par exemple, la fonction de photocopie qui combine la numérisation et l'impression, fonctionne sans l'intervention d'un ordinateur externe. Le système embarqué de ces multicopieurs est composé d'un contrôleur principal (équivalent de la carte mère dans une UC) relié à un contrôleur secondaire et parfois à des contrôleurs auxiliaires.

### Carte contrôleur principal
La carte contrôleur principal est une sorte d'ordinateur central miniaturisé organisé selon les possibilités du modèle de multicopieur qu'elle commande. Plus l'appareil a de fonctions et de capacités d'évolutions (ajout de module mécanique ou de traitement de l'information), plus le contrôleur principal sera équipé (mémoire plus importante, présence d'un disque dur, processeur plus rapide, carte contrôleur supplémentaire, etc.)

#### Cartes auxiliaires du contrôleur principal

##### Contrôleur d'impression
Le contrôleur d'impression est un composant matériel destiné au traitement des impressions, c'est cet élément qui va interpréter les commandes (PS, PCL, etc.) du langage de description de page. Le contrôleur d'impression peut être interne (intégré), embarqué ou externe.
Sur un petit appareil, le contrôleur d'impression interne est un circuit intégré directement soudé au contrôleur principal. Dans une machine plus grosse, le contrôleur d'impression est une carte auxiliaire au contrôleur principal associée à un ou plusieurs protocoles d'impression, elle est interchangeable (changement du langage d'impression) et parfois complété avec une autre carte d'impression pour ajouter des protocoles supplémentaires.
Un contrôleur d'impression embarqué est en réalité un serveur d'impression embarqué au sein du multicopieur. Il s'agit d'un ordinateur dédié entièrement à l'impression, ses services sont proposés à l'ensemble du réseau informatique de l’entreprise. Il est capable de gérer le traitement multitâches des impressions, la réédition des documents, le calibrage et la sélection de profils colorimétriques professionnels. Les serveurs d'impression externes proposent les mêmes services avec en plus la possibilité de gérer plusieurs multicopieurs ou imprimantes ainsi que des ressources plus importantes (amélioration des performances du processeur et de la mémoire). Dans le cas d'un serveur d'impression embarqué ou externe, la carte contrôleur d'impression n'est qu'une interface de communication propriétaire entre le copieur multifonction et le serveur.

### Carte contrôleur secondaire
La carte contrôleur secondaire est en général appelée contrôleur de courant continu, car elle commande les moteurs et les capteurs qui sont alimentés avec une tension continue de 12 ou 24 volts selon les modèles de multicopieurs, tension plus élevée que sur le contrôleur principal qui ne traite que de l'information. On peut aussi trouver la dénomination de contrôleur d'imprimante quand toutes les fonctions sont regroupées sur une unique carte comme dans des petits multicopieurs. À l’inverse et depuis la gamme des multicopieurs bureautiques, le contrôleur secondaire ne commande quasiment jamais directement les moteurs et les senseurs. Il passe le relais à des cartes auxiliaires dont les tâches sont partagées par catégories de commandes. Ces cartes auxiliaires contrôlent des sous-ensembles comme la fixation, les prises papiers, l'impression, la lecture de document, le chargeur de document, etc.

## Connexions

### Pilotes
Les Multifonctions nécessitent pour chaque fonction l'installation d'un pilote spécifique

#### Pilotes libres
Les Multifonctions nécessitent à la fois un pilote de scanner (SANE) et un pilote d'imprimante (CUPS). La réunion de ces deux pilotes est souvent appelée : SANECUPS.

## Principaux acteurs sur le marché du multicopieur
- Brother ;
- Canon et Océ ;
- Dell ;
- Epson ;
- Hewlett-Packard ;
- Konica Minolta, Develop et Olivetti[22] couleur ;
- Kyocera, Olivetti noir et blanc[23] et Triumph-Adler ;
- Lexmark ;
- Okidata ;
- Ricoh ;
- Sharp Corporation ;
- Toshiba ;
- Xerox.